# 新井皓士
新井 皓士（あらい ひろし、1941年5月 - ）は、日本の文学研究者、ドイツ文学者、統計言語学者。
一橋大学名誉教授、放送大学特任教授。

## 来歴
神奈川県小田原市出身。1964年東京大学独文科卒、1966年同大学院修士課程修了、静岡大学専任講師、1971年一橋大学専任講師、1973年助教授、1984年教授、1996年創設された同大言語社会研究科長、2006年定年となる。
『ほらふき男爵の冒険』の超絶翻訳で知られ、統計言語学では日本文学、英文学などに対象を広げる異能の学者である。

## 著書
- 『近世ドイツ言語文化史論 「祖国」と「母語」が意識されゆくころ』（近代文芸社） 1994.9
- 『ドイツ・ラインとワインの旅路』（東京書籍） 1994.9

## 翻訳
- 『希望の原理』全3巻（エルンスト・ブロッホ、山下肇共訳、白水社） 1982
- 『ほらふき男爵の冒険』（ミュンヒハウゼン、ビュルガー編、岩波文庫） 1983.4
- 『鳥屋の梯子と人生はそも短くて糞まみれ ドイツ民衆文化再考』（アラン・ダンデス、平凡社） 1988.8
- 『名画による歴史探訪 ヨーロッパの文化と社会』（ローゼマリー&ライナー・ハーゲン、岩波書店） 1996.4
- 『黄金の鏡』（ヴィーラント、岩波書店、ユートピア旅行記叢書8） 1999.3